# Kushinagar (miasto)
Kushinagar (hindi कुशीनगर, lub Kusinigar) – miasto w północnych Indiach w stanie Uttar Pradesh, na Nizinie Hindustańskiej. Położone jest 52 km od miasta Gorakhpur.
Populacja miasta w 2001 roku wynosiła 17 982 mieszkańców.
Miasto jest miejscem buddyjskich pielgrzymek.

## Historia
W starożytności miejsce to funkcjonowało także pod nazwą 'Kushavati (pod taką nazwą pojawia się w Jatakach). Kushinagar był jednym z dwóch głównych miast królestwa Malla w starożytnych Indiach. W późniejszych czasach było ono znane również jako Kushinara – jedno z czterech świętych dla buddystów miejsc. Tam właśnie, niedaleko rzeki Hiranyavati, Gautama Budda osiągnął Parinirwanę i został skremowany. 

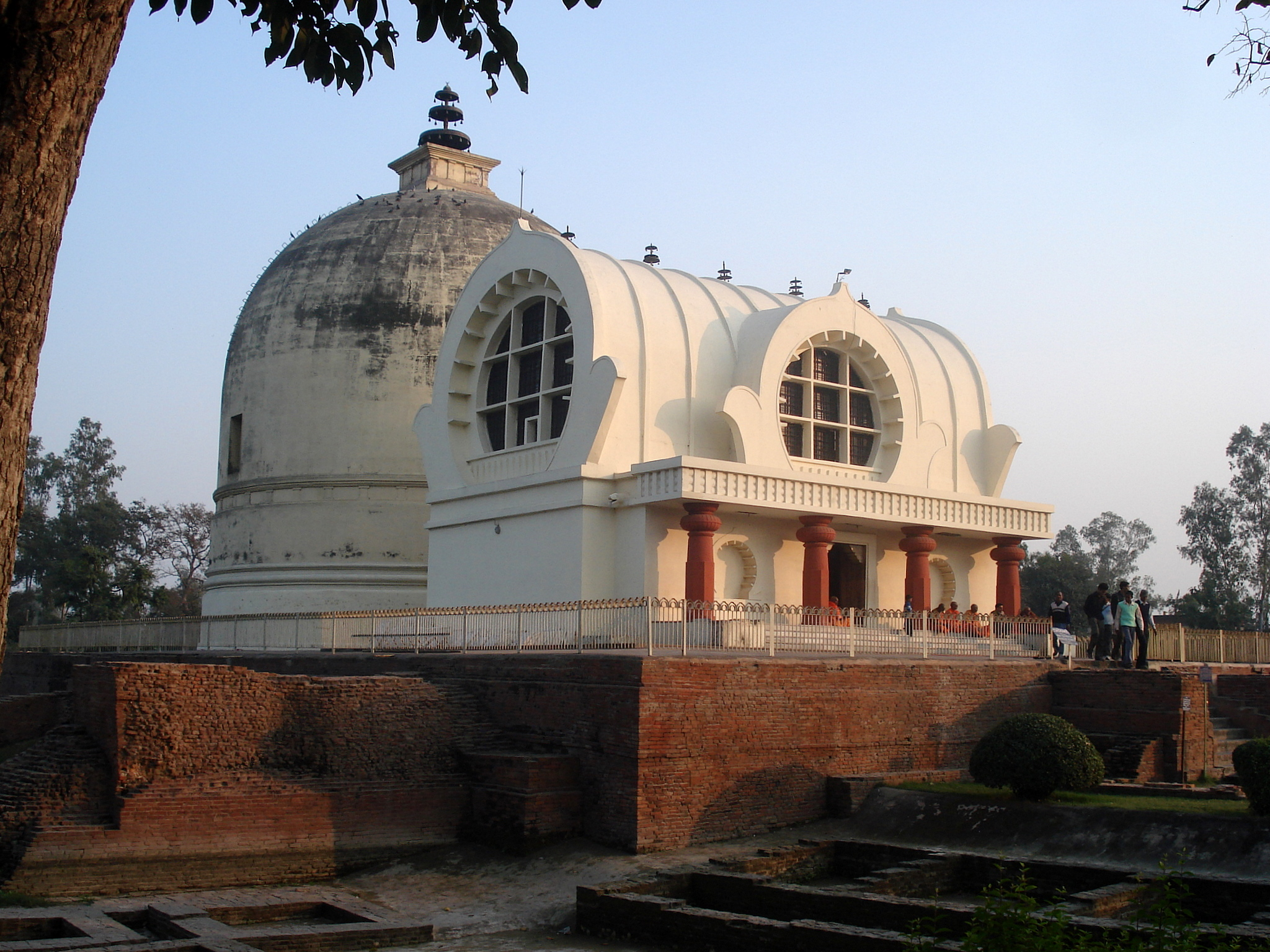
Pałac w Kushinagarze

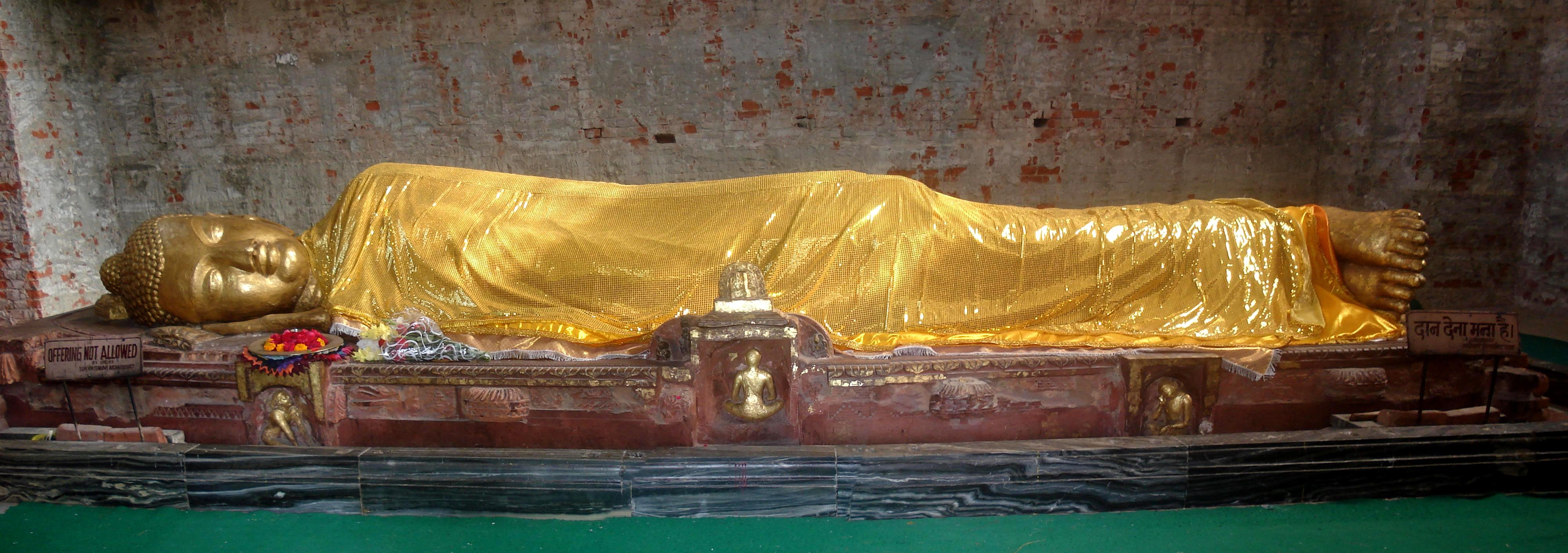
posąg Buddy w Kushinagarze

Wiele ze zniszczonych stup i wihar pochodzi z okresu III w. p.n.e. – V w n.e. uznawanego za czas największego rozwoju tego regionu. Istotnie przyczynił się do tego twórca dynastii Maurjów Aśoka, dzięki któremu powstało wiele znaczących budowli.
Zanim w XIX wieku ponownie odkryto Kasię, przez ponad pięćset lat na temat tego miejsca panowała cisza. Prawdopodobnie w wyniku brutalnych inwazji Kushinagar stracił swoją żywotność, a następnie stopniowo popadł w ruinę. Kiedy ponownie odkryto sławną Świątynię Buddy, była ona przykryta 12-metrową górą cegieł otoczoną gęstym, ciernistym lasem. Po tym jak E. Buchanan, oficer Kompanii Wschodnioindyjskiej, w swojej wyprawie badawczej dotarł do Kasi, H. H. Wilson w roku 1854 zasugerował, że starożytne Kushinagar i Kasia były jednym i tym samym miejscem. Kwestia ta powróciła w latach 1861-1862, kiedy to archeolog generał Alexander Cunningham dowiódł, że jest to miejsce śmierci Gautamy Buddy. Brytyjski oficer A. C. L. Carlleyle poszedł tym tropem dalej i pierwsze wykopaliska rozpoczęły się pod koniec XIX wieku. W ich wyniku odkryto wiele znaczących pozostałości głównego ośrodka religijnego, takie jak stupy Matha Kuar i Ramabhar.
Obecnie Kushinagar jest miejscem pielgrzymek, często odwiedzanym też przez zagranicznych turystów. W okolicach ruin klasztorów i stup powstało wiele świątyń zbudowanych przez buddystów z Chin, Sri Lanki, Tajlandii i Japonii. Dla buddystów jest to jedno z czterech miejsc pielgrzymek związanych z życiem Gautamy Buddy. Pozostałe trzy to Lumbini, Bodh Gaja i Sarnath.